# 泉州県
泉州県（せんしゅう-けん、中: 泉州縣）はかつて中国に存在した県。現在の中華人民共和国天津市武清区南西部に相当する。
春秋時代に燕によって設置された湶州還を起源とする。これを秦の文字に書き換えたものが「泉州縣」となる。
前漢では漁陽郡に属した。446年（太平真君7年）、北魏により廃止され、管轄区域は雍奴県に統合された。